# Īmān
Īmān (arabisch إيمان, DMG īmān) ist der Glaube (an Gott) in der islamischen Religion. Das Wort Īmān ist das Verbalsubstantiv der IV. Form des Stammes ʾ-m-n, welches auch in anderen semitischen Sprachen das Konzept von Vertrauen und Sicherheit zum Ausdruck bringt (siehe Amen), hat also eine doppelte Bedeutung, nämlich zum einen „Glauben“ im Sinne von „an etwas glauben“, aber auch „beschützen, sichern“.

## Elemente des Glaubens

Die sechs Glaubensartikel des Islam

Was „Glauben“ bedeutet, damit haben sich die Schulen von ʿIlm al-Kalam und Fiqh schon früh auseinandergesetzt und diese Frage beantwortet. Dabei sind drei Grundelemente von Bedeutung:
- Iʿtiqād (Taṣdiq) bi-l-Qalb (Innere Überzeugung)
- Iqrār bi-l-lisān (bi-l-qawl) (Die Überzeugung aussprechen)
- ʿAmal (Durchführung der vorgeschriebenen Handlungen)

Es wird unterschieden zwischen Glaubensinhalten, an die ein Gläubiger glauben muss und andere, an die man nicht notwendigerweise glauben muss, um als Mu'min zu gelten. Die essentiellen Glaubensinhalte sind in der Sure 2, Vers 285 aufgelistet und werden durch verschiedene Überlieferungen wiederholt und ergänzt:
1. der Glaube an Gott
2. seine Engel
3. seine Bücher
4. seine Propheten
5. an das jenseitige Leben
6. die Vorherbestimmung, ob gut oder schlecht

## Bedeutung im Hebräischen
Das Hebräische, welches wie das Arabische als westsemitische Sprache klassifiziert ist, verwendet das Wort Emunah bzw. 'E-moō-na (אמונה, stammverwandt mit Amen, Wurzel: אמן) synonym. Während die allgemeine Übersetzung mit „Glaube“ erfolgt, wird die Bedeutung des Wortes in der jüdischen Exegese herausgestellt mit dem Glauben an Gott, der durch Logik nicht erfassbar ist. Der jüdischen Glaubenslehre zufolge ist Emunah angeboren und kann durch das religiöse Studium verstärkt werden.